# Besnier (sculpteur)
Pour les articles homonymes, voir Besnier.
Besnier est un sculpteur ornemaniste français du début du XIXe siècle.

## Biographie
Besnier est principalement connu pour son activité de sculpteur ornemaniste sur l'arc de triomphe du Carrousel à Paris de 1806 à 1808. Il y est chargé de la décoration des voûtes, de l'entablement et des moulures de cet arc de triomphe, pour laquelle il emploie Pierre-Jean David pour vingt sous par jour.